# Histoire des îles Malouines
L'histoire des îles Malouines est l'histoire de l'archipel des Malouines (Falkland Islands en anglais, Islas Malvinas en espagnol), territoire britannique d'outre-mer situé dans l'Atlantique sud. Désertes jusqu'à leur découverte par les Européens au XVIe siècle, les îles Malouines ont été colonisées en 1764 sous la direction du français Louis-Antoine de Bougainville mais passent quelques années plus tard sous souveraineté espagnole. Elles font ensuite l'objet de revendications territoriales de l'Espagne et du Royaume-Uni, ce qui conduit à une crise diplomatique, la crise des Malouines de 1770, conclue par un compromis entre les deux États. Après son indépendance de l'Espagne en 1816, l'Argentine réclame à son tour la souveraineté sur les îles Malouines, situées au large de ses côtes. 
Le Royaume-Uni contrôle cependant l'archipel à partir de 1833, et y installe progressivement des colons d'origine britannique. Il maintient sa domination pendant la Première Guerre mondiale, en remportant la bataille des Falklands contre la marine allemande. L'Argentine conteste la souveraineté britannique sur les îles Malouines, et un conflit armé a lieu en 1982, la guerre des Malouines, dont le Royaume-Uni sort vainqueur. Le gouvernement argentin maintient ses revendications territoriales sur l'archipel.

## Avant l'arrivée des colons européens
Les Malouines n'avaient alors probablement pas de population indigène, mais des découvertes récentes de pointes de flèches et de restes de canoës laissent penser qu'elles ont probablement été visitées par les Amérindiens Yagan de la Terre de Feu.

## Découverte par les Européens

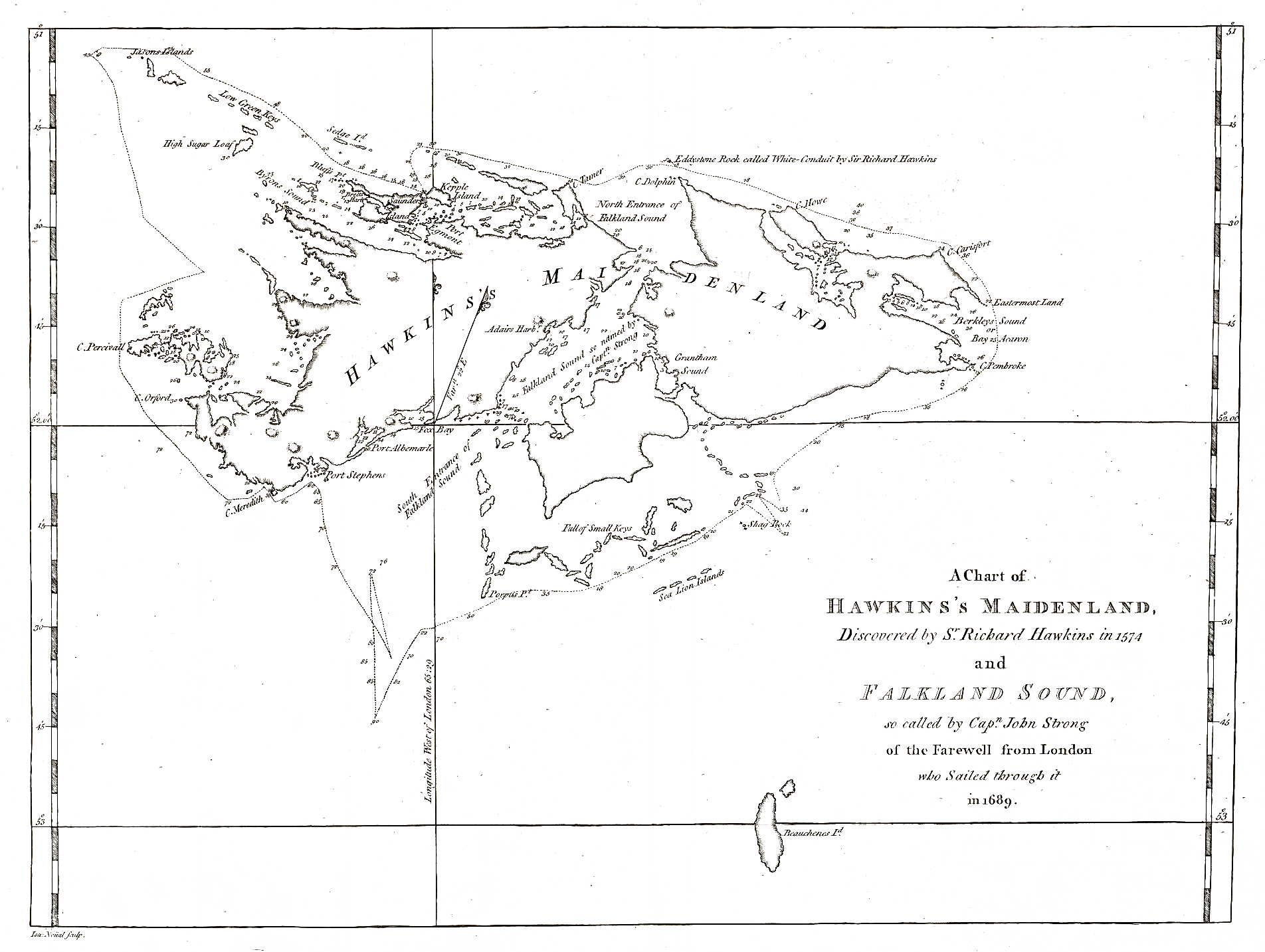
Carte de Hawkins's Maidenland, 1773

Les îles Malouines sont (re)découvertes par Amerigo Vespucci au début du XVIe siècle. Elles sont visitées par Esteban Gómez (1520), Simón de Alcazaba y Sotomayor (1470-1535) et Alonso de Camargo (avant 1540).
En 1592, le navigateur anglais John Davis leur donne le nom d'« îles méridionales de Davis ».
Deux ans plus tard, en 1594, le navigateur anglais Richard Hawkins les renomme « Hawkins’s Maiden-Land ».
En 1600, le navigateur hollandais Sebald Van Weert y accoste à son tour et leur donne le nom d'« îles Sebald », nom qu'elles portent toujours sur certaines cartes hollandaises.
Lors d'une nouvelle exploration en 1690, John Strong, qui dirige l'expédition, les rebaptise à son tour en Falkland Islands, d'après le nom de son seigneur Anthony Cary, 5e vicomte de Falkland, une petite ville du sud-est de l'Écosse dans le Fife.

## Louis-Antoine de Bougainville

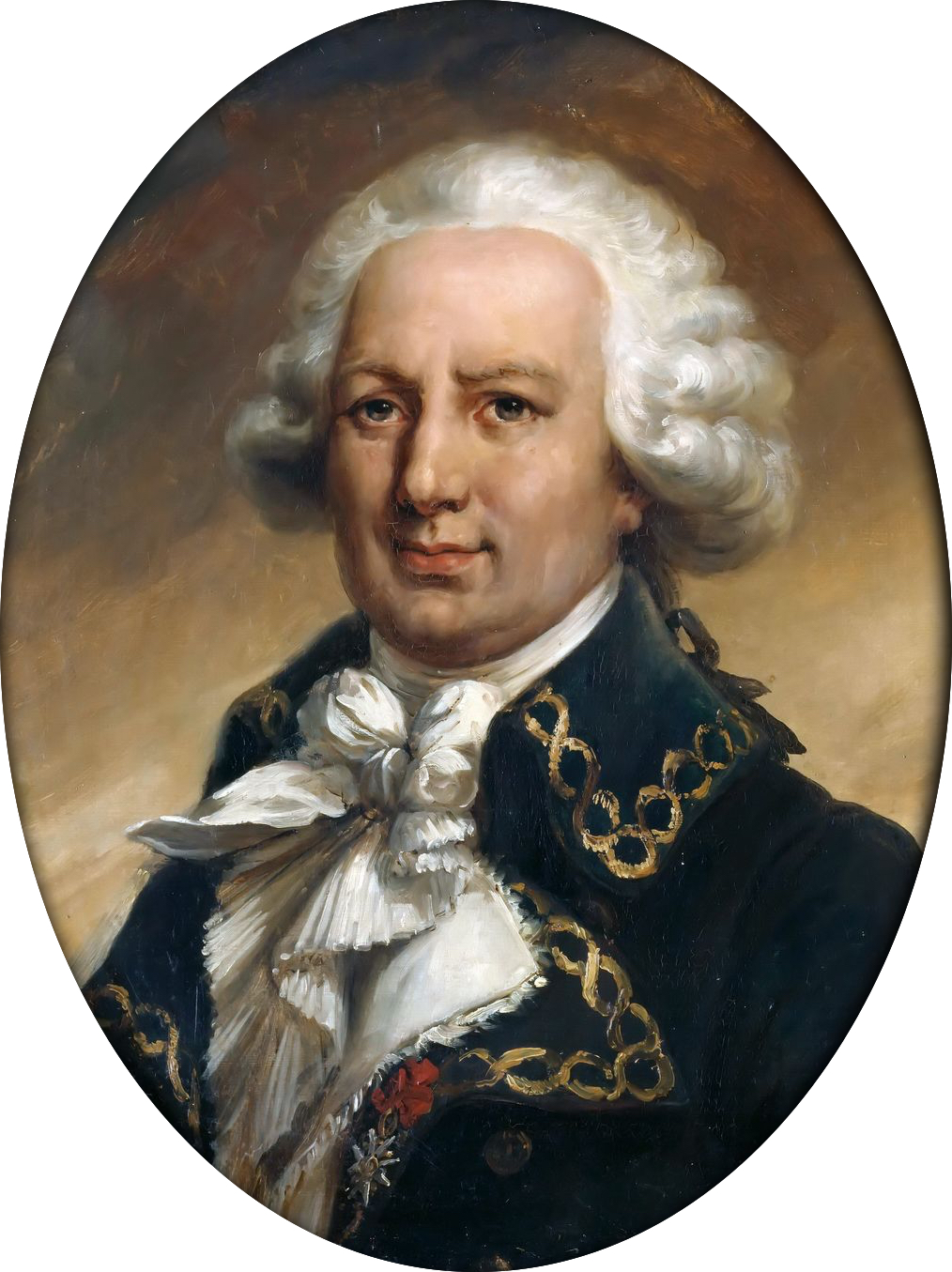
Louis Antoine de Bougainville.
Portrait par Jean-Pierre Franque.

Bougainville dédie deux chapitres aux îles Malouines dans la première partie de son livre Voyage autour du monde par la frégate du roi La Boudeuse et la flûte L'Étoile, en 1765, 1766, 1767, 1768, et 1769 (paru en 1771). Bougainville retrace d'abord l'historique de la découverte des îles, puis celui de la première implantation d'Européens, Port Saint Louis, qu'il dirigea. Le chapitre suivant décrit la faune, la flore et les ressources des îles.
Selon Bougainville, les îles furent aperçues par une expédition espagnole en 1502 : Amerigo Vespucci les approcha et les décrivit pendant son troisième voyage de découverte, mais n'y aborda pas. Puis Jacques Gouin de Beauchêne, revenant de la « Mer du Sud » (le Pacifique) en 1700, mouilla dans la partie orientale des Malouines. Ensuite Richard Hawkins l'approcha, et la nomma « Virgine de Hawkins ». Il y eut encore Le Saint-Louis, de Saint-Malo, qui mouilla sur la côte sud-est pour faire aiguade, et qui baptisa une petite île à l'abri de laquelle il avait jeté l'ancre : l'« île Anican », du nom de son armateur.
Sans doute les phoquiers, baleiniers et commerçants malouins prirent-ils l'habitude, à la suite de Beauchesne Goüin et du Saint-Louis, de relâcher sur ces îles, et leur donnèrent-ils leur nom. Elles avaient été cartographiées, pour la partie est, par Amédée François Frézier en 1712. Outre leurs richesses naturelles, ces îles avaient une certaine importance à l'époque, car, comme le dit justement Bougainville : « Leur position heureuse pour servir de relâche aux vaisseaux qui vont dans les Mers du Sud, et d'échelle pour la découverte des terres australes, avait frappé les navigateurs de toutes les nations. »
Louis-Antoine de Bougainville, avocat, mathématicien, diplomate, puis soldat (il s'était brillamment conduit en Nouvelle-France et y avait été nommé colonel), était attristé par le Traité de Paris (1763). Il sollicita et obtint alors l'autorisation de fonder une colonie aux Malouines, à ses frais, avec l'aide de son oncle M. d'Arboulin, et de son cousin M. de Nerville. Ils firent construire à Saint-Malo deux bateaux, l'Aigle (de 20 canons) et le Sphinx (de 12 canons), sous le contrôle de celui qui sera par la suite le fidèle second de Bougainville pendant leur circumnavigation : le capitaine Duclos-Guyot.
Comme premiers colons, Bougainville écrit : « J'embarquai plusieurs familles acadiennes, espèce d'hommes laborieuse, intelligente, et qui doit être chère à la France par l'inviolable attachement que lui ont prouvé ces honnêtes et infortunés citoyens. »

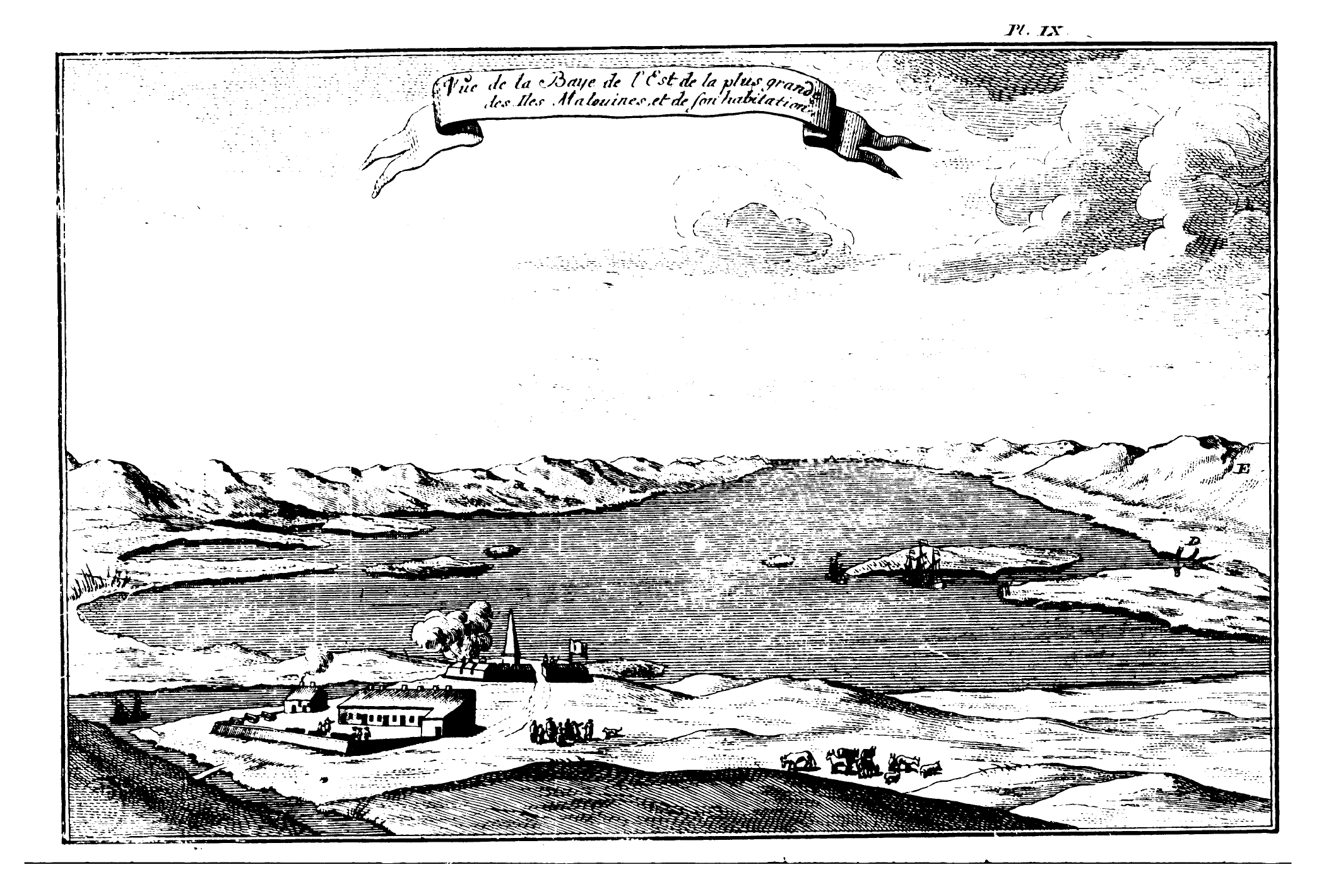
Gravure de la baie de Port-Louis (1769).

### Colonisation des îles
Ils partirent de Saint-Malo le 15 septembre 1763, et prirent pied aux Malouines le 3 février 1764, dans la baie de Port-Louis . Leur première surprise : ils avaient pensé, comme tous ceux qui avaient longé les côtes, que des forêts couvraient de vastes étendues. Mais il n'y avait pas d'arbres, seulement des joncs hauts et touffus, et des landes de bruyère sur les hauteurs. Les animaux approchaient l'homme sans méfiance, les oiseaux se posaient sur les têtes et les épaules des colons. Mais « cette confiance ne leur a pas duré longtemps. Ils eurent bientôt appris à se méfier de leur plus cruel ennemi ».
Bougainville met les colons (27 personnes, dont 5 femmes et 3 enfants) au travail : on construit des cases aux murs de gazon, couvertes de joncs, qui serviront d'habitations et de magasin. On élève les murs de pierre d'un petit fort. Bougainville monte une expédition secondaire, et part sur l'Aigle chercher dans la partie boisée du détroit de Magellan du bois d'œuvre pour les charpentes. Le village prend forme, on construit deux chaloupes, on ensemence des champs conquis sur les tourbières à joncs avec les graines apportées d'Europe ; le bétail amené de France prospère. Un obélisque est dressé au centre de la bourgade, sur lequel est gravé le profil du roi, avec la devise : Tibi serviat ultima Thule.
Bougainville, lors d'une cérémonie, prend solennellement possession des îles (le 5 avril 1764) puis il les confie à la garde de son cousin M. de Nerville, et le 8 avril 1764 repart pour la France.
Il est de retour aux Malouines le 5 janvier 1765, avec des provisions et de nouveaux colons, trouve ses îliens « sains et contents ». La chasse aux phoques et aux « pingouins » a été fructueuse, l'huile et les cuirs formeront la cargaison de retour. Bougainville repart faire une coupe de bois dans le détroit de Magellan, d'où il compte rapporter aussi des jeunes plants. Mais il croise là-bas l'escadre du commodore John Byron, en route pour le Pacifique. Le Britannique vient de reconnaître la côte est des Malouines, et a même pris possession des îles au nom du roi Georges III.
Bougainville repart pour la France, pour assurer ses droits et aussi chercher des provisions et d'autres colons, et il en revient la même année 1765, avec son navire l'Aigle, et une flûte de la Marine royale, l'Étoile. La colonie compte maintenant 150 Français, en comptant l'état-major, et on construit en dur.

### Premiers conflits territoriaux
Cependant, des colons britanniques débarquent en 1766, et s'établissent dans le port de la Croisade, qu'ils rebaptisent Port-Egmont. Et en décembre 1766, rapporte Bougainville, la frégate HMS Japan mouilla dans Port-Louis face au fortin des Français. Le capitaine Mac Bride descendit à terre, proféra des menaces « et remit à la voile le même jour ».
De son côté, Madrid prend ombrage de cet établissement français, certes peuplé d'alliés (c'est l'époque du pacte de famille), mais si proche de son empire colonial, et qui ne peut que faciliter l'accès des contrebandiers et des pirates aux côtes du Pérou. Bougainville reçut l'ordre de démanteler sa colonie, d'en rendre les clefs aux Espagnols, et de revenir par le cap de Bonne-Espérance. Le 31 janvier 1767, il rencontre dans le Río de la Plata Don Felipe Ruiz Puente, commandant les frégates La Esmeralda et La Liebre (le Lièvre) et futur gouverneur des Islas Malvinas, chargé de prendre possession des îles, et d'en évacuer la population française. Après une traversée par très mauvais temps (les Espagnols eurent des avaries, et presque tout le bétail qu'ils avaient embarqué mourut), les trois frégates arrivent aux Malouines le 25 mars 1767. Bougainville écrit simplement : « Le 1er avril (1767), je livrai notre établissement aux Espagnols, qui en prirent possession en arborant l'étendard d'Espagne, que la terre et les vaisseaux saluèrent de 21 coups de canon au lever et au coucher du soleil. »
Bougainville, qui a fait voile vers Rio de Janeiro, escale décevante où il ne peut s'approvisionner, retourne ensuite le (31 juillet 1767) dans la Plata, pour s'approvisionner et faire réparer l'Étoile, qui a de sérieux problèmes de calfatage.
Il décrit ensuite comment les colons furent évacués des îles par les Espagnols (sauf quelques familles que le roi autorisa par lettre signée de sa main à rester sur place si tel était leur désir), regroupés à Montevideo, et rapatriés vers l'Europe sur la Venus, frégate de 26 canons, en même temps que les jésuites expulsés de leurs missions du Paraguay. Bougainville écrit que, du chantier de la Ensenada de Barragán« il en était parti pour Cadix, à la fin de septembre (1767), la Vénus et quatre autres bâtiments chargés de cuir, et portant 250 jésuites, et les familles françaises des Malouines, à l'exception de 7 qui, n'ayant pu y trouver de place, furent forcées d'attendre une autre occasion. Le Marquis de Bucarelli (Gouverneur et représentant du Vice-Roi) les fit venir à Buenos Aires, où il pourvut à leur subsistance et à leur logement ». Peut-être ces familles restèrent-elles sur les rives de la Plata, que Bougainville décrit à chacun de ses passages comme un séjour idéal pour des colons, et même trop attractif pour ses matelots et soldats, qui n'ont que trop tendance à déserter.
Les Malouines ont-elles été vendues par la France à l'Espagne ? Bougainville évoque sous forme d'une note de bas de page le problème des sommes énormes (603 000 livres de l'époque) que cette colonie lui a coûté, et il remercie le roi d'Espagne de lui en avoir spontanément offert le remboursement, alors que, dit-il, rien n'y obligeait le roi catholique. Il utilisera cet argent pour payer à Montevideo les réparations de ses bateaux et les provisions qu'il embarque pour son tour du monde. Il écrit qu'il put quitter la Plata en octobre 1767, mais que « ce ne fut qu'à la fin de ce mois que nous pûmes solder avec le munitionnaire général et les autres fournisseurs espagnols. Je pris le parti de les payer de l'argent qui m'avait été remboursé pour la cession des îles Malouines, plutôt que de tirer des lettres de change sur le trésor royal. J'ai continué de même pour toutes les dépenses de nos différentes relâches en pays étranger. Les achats s'y sont faits par ce moyen à meilleur compte, et avec plus d'expédition (de rapidité) ».

## La crise des Malouines (1770)
Les harcèlements mutuels entre bateaux britanniques et espagnols dans les eaux des Malouines aboutirent à la crise des Malouines : en 1770 le général espagnol Madariaga débarqua 1 400 soldats de quatre transports de troupes, et les Britanniques furent forcés de reprendre la mer. La France, qui dans un premier temps soutint le gouvernement espagnol alors que la guerre menace avec Londres, changea d'avis car elle voulut rester en paix. Les Espagnols durent donc se retirer. Un bateau britannique revint donc en 1776, et ses occupants fixèrent une plaque de bronze à Port-Egmont. Cette plaque portait un texte par lequel les Britanniques revendiquaient la possession des lieux.
En 1790 a lieu la Convention de Nootka, par laquelle la Grande-Bretagne s'engage à ne plus harceler les colonies espagnoles. Mais les îles Malouines n'y sont pas mentionnées. Par la suite, les Malouines restèrent quasiment inhabitées.

### La prise de possession des îles par l'Argentine (1820)
Après l'indépendance de l'Argentine en 1816, le 6 novembre 1820, le colonel américain au service des Provinces Unies du Río de la Plata, David Jewett, commandant la frégate Heroína, prend possession des îles Malouines au nom du Gouvernement de ces Provinces Unies. Le 15 juin 1826, l'Argentine établit une colonie à Puerto Soledad.

### La conquête britannique de 1833
Le Royaume-Uni conquiert les îles sans combat en 1833, et y implante progressivement des colons d'origine britannique, mais l'Argentine maintient le principe de sa souveraineté.

## Première Guerre mondiale

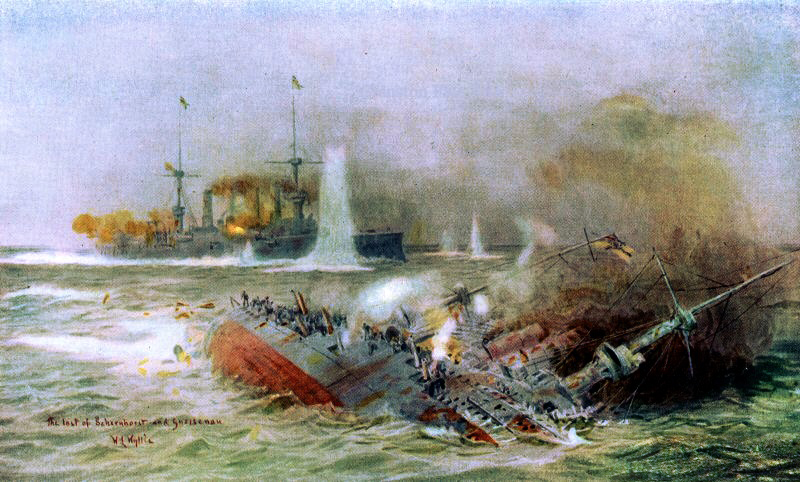
La bataille des Falklands peinte par William Lionel Wyllie

Une bataille navale, la bataille des Falklands, a lieu au large de l'archipel durant la Première Guerre mondiale, le 8 décembre 1914. L'escadre des croiseurs est-asiatique allemande, aux ordres du vice-amiral Maximilian von Spee, qui venait de vaincre l'amiral britannique Craddock le mois précédent à la bataille de Coronel, franchit le détroit de Magellan pour retrouver ses bateaux charbonniers aux Falklands. Elle y rencontre la flotte britannique commandée par Sturdee, nettement plus forte, envoyée en secret. L'Allemagne perd le navire amiral Scharnhorst, le Gneisenau, le Nürnberg et  le Leipzig. Seul le Dresden parvient à s'échapper, mais les Britanniques le rattrapent et le coulent aux îles Juan-Fernandez.

## La guerre des Malouines (1982)
Après des tensions entre la Grande-Bretagne et le régime militaire du général Leopoldo Galtieri, l'Argentine envahit les îles en avril 1982, mais en est chassée moins de trois mois plus tard par la riposte britannique à l'issue de la guerre des Malouines.
893 hommes perdent la vie au cours de la guerre : 3 Kelpers, 255 Britanniques et 635 Argentins. Beaucoup d'entre eux ont été inhumés dans un cimetière militaire de l'île Soledad (Malouine orientale ou East Falkland). Dans les années qui suivent le conflit, le nombre de suicides parmi les anciens combattants argentins et britanniques aurait dépassé le nombre de tués au combat.
Depuis le conflit, 1 700 soldats britanniques sont toujours stationnés dans les Falklands.

## Après la guerre
Après la guerre, l'Argentine continue à réclamer la souveraineté des îles Malouines. Elle réaffirme ses revendications le 3 janvier de chaque année, date anniversaire du débarquement des troupes britanniques de 1833. L'Argentine demande de renégocier le statut de l'archipel conformément aux recommandations de l'Organisation des Nations unies (ONU), tout en condamnant l'offensive militaire de 1982. Le Comité spécial de la décolonisation de l'ONU (composé uniquement d'anciennes colonies) continue à appeler régulièrement les gouvernements britannique et argentin à ouvrir des négociations sur la souveraineté des îles Malouines, comme il le faisait depuis 1965, mais le Royaume-Uni s'y oppose.
En 2009, le gouvernement britannique engage des fonds pour achever le déminage des îles, principalement autour de Port Stanley où 117 champs de mines étaient clôturés. Le déminage s'est achevé en novembre 2020.
En décembre 2011, le Marché commun du Sud (Mercosur) interdit l'accès de ses ports aux navires sous pavillon des îles Malouines, organisant un blocus continental. Il affirme que ce drapeau est « illégal ». Les répercussions  économiques de la mesure sont limitées car seuls vingt-cinq bateaux sont concernés. Elle a en revanche une portée symbolique importante.
Deux mois plus tard, la marine britannique annonce l'envoi du navire militaire destroyer HMS Dauntless « pour une mission de routine » à laquelle participera le prince William, petit-fils de la reine Élisabeth II. Le ministère des Affaires étrangères de l'Argentine dénonce « la tentative britannique de militariser le conflit » en arrivant « avec l'uniforme du conquérant et non la sagesse de l'homme d’État qui travaillerait au service de la paix et du dialogue entre les nations ». La présidente Cristina Fernández de Kirchner annonce le 7 février son intention de porter le différend devant l'Assemblée générale et le Conseil de sécurité de l'Organisation des Nations unies,,. Quelques semaines plus tard, le ministre des Affaires étrangères de l'Argentine annonce que le gouvernement va poursuivre en justice les sociétés britanniques qui effectuent des opérations de prospection pétrolière au large des îles Malouines depuis le début de l'année 2010.
En juin 2012, le gouvernement des Malouines annonce un référendum sur le statut de l'archipel, ayant eu lieu le 2013 avec le soutien du gouvernement britannique. Le référendum a eu lieu les 10 et 11 mars 2013 concernant le statut politique des îles Malouines. 99,8 % des votants ont affirmé leur volonté de conserver leur appartenance à la couronne britannique, ce qui n'est guère étonnant dans la mesure où tous les habitants actuels sont d'origine et de nationalité britannique.